# 弥撒

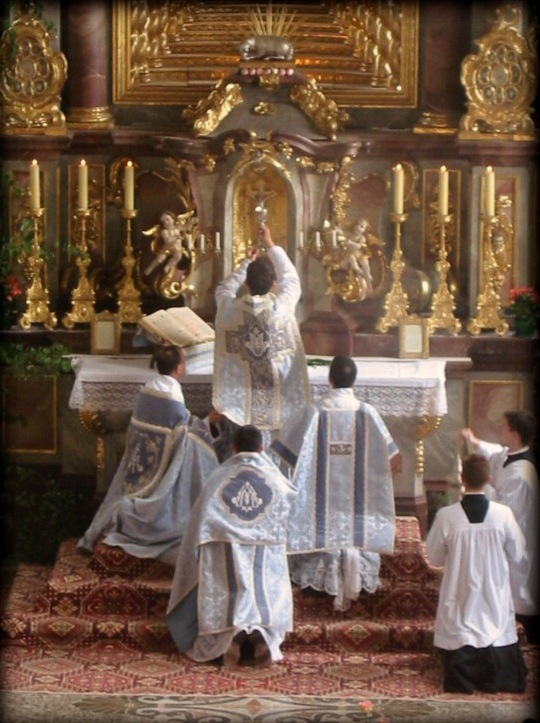
拉丁大礼弥撒

彌撒，又稱聖祭、感恩祭（拉丁語：Eucharistia, Synaxis），是天主教會拉丁禮的祭祀仪式。舊天主教會、聖公會及大部份的路德會高派教會的禮儀也跟彌撒大同小異。在東方教會中，是指與羅馬教廷完全共融的聖餐禮。「彌撒」的拉丁文原文（解散之意），是由彌撒中的最後一句話：，即「儀式結束，你們離開吧」而來。

## 天主教會的感恩祭
天主教會在特倫托大公會議中重申了傳統天主教徒的教導，即相信彌撒是以不血腥的方式達成與耶穌受難相同的奉獻：「所奉獻的是相同的，現在透過祭司奉獻的祭品，那時在十字架上獻身。不同只在於奉獻的方式。因為那時以血腥方式在十字架上獻身的基督在彌撒中再次以不血腥的方式奉獻……。此奉獻確實贖罪」。會議宣稱耶穌在最後的晚餐建立了彌撒：「他以葡萄酒和麵包的表像向他的父親天主聖父奉獻了他的血與肉，並且透過這些東西，他給與他的使徒他的血與肉，然後組建了新約祭司；並表示：『這樣做來紀念我』，他命令他們和後繼祭司奉獻這些東西；就和天主教會一直以來理解和教導的一樣。」
在大公會議中，明確指出：「藉著餅與酒的被祝聖，餅的整個實體，被轉變成為我主基督身體的實體；酒的整個實體，被轉變成為祂寶血的實體。這種轉變，天主教會恰當地、正確地稱之為餅酒的實體轉變。」這轉變稱為變質說，使整個基督，體血、靈魂和神性，是真正地包含在共融聖事中。

### 彌撒的結構

#### 進堂禮
彌撒開始時，全體站立，詠唱進台詠（進堂聖歌），主祭者與輔祭者在歌聲中走進祭台。
- 致候禮
  - 主祭者帶領信眾劃十字聖號，並可簡略地介紹本日彌撒。
- 懺悔禮
  - 主祭者引領全體信眾向天主認罪，並懇求天主赦罪。
- 垂憐經
  - 信眾重覆主祭者或領經員的「上主求祢垂憐」、「基督求祢垂憐」、「上主求祢垂憐」。
- 光榮頌
  - 全體頌唸或詠唱：「天主在天受光榮，主愛的人在世享平安。主、天主、天上的君王，全能的天主聖父，我們為了祢無上的光榮，讚美祢、稱頌祢、朝拜祢、顯揚祢、感謝祢。主、耶穌基督、獨生子；主、天主、天主的羔羊，聖父之子；除免世罪者，求祢垂憐我們。除免世罪者，求祢俯聽我們的祈禱。坐在聖父之右者，求祢垂憐我們；因為只有祢是聖的，只有祢是主，只有祢是至高無上的。耶穌基督，祢和聖神，同享天主聖父的光榮。阿們。」
- 集禱經
  - 因應當天的彌撒，主祭者讀出禱文，信眾回應：「阿們」。

#### 聖道禮儀（拉丁語：Liturgia verbi）
- 宣讀聖經
  - 分為讀經一和讀經二（常見於主日及重要慶節），讀經一後有「答唱詠」，讀經員和信眾以領答方式進行，經文選自聖經的聖詠集。遇有兩篇讀經時，讀經一多選自舊約（復活期選自《宗徒大事錄》），讀經二多選自新約聖經中的保祿書信、公函或若望默示錄。
- 福音前歡呼
  - 全體起立歡呼唱歌詠，常用「阿肋路亞」；四旬期內則以其他歌詠代替。
- 宣讀福音（執事在宣讀福音前需請求主祭祝福）
  - 主祭者或執事說：「願主與你們同在」，信眾回答：「也與你的心靈同在」，主祭者讀說：「恭讀...福音」，信眾回答（同時於額、唇和胸前劃小十字）：「主，願光榮歸於你」。主祭者或六品即宣讀當天的福音。
- 講道
  - 主祭者或執事向信眾宣講道理
- 信經
  - 全體會眾共同詠唱或誦念尼西亞信經，在復活節到聖神降臨節則會選用宗徒信經。
- 信友禱詞（Oratio universalis）
  - 主祭者說完引言後，就會由執事或讀經員說出一些祈禱意向，然後每個意向後說：「為此，我們同聲祈禱。」，信眾回應：「求主俯聽我們」。主祭者最後會邀請會眾祈禱，並作禱詞的總結。

#### 聖祭禮儀
- 奉獻禮
  - 信眾坐下，頌唱奉獻詠，同時收集「彌撒獻儀」（奉獻）。主祭者準備稍後的聖體聖血。主祭者偕同信眾祈禱希望天主收納各人共同奉獻的聖祭。
- 感恩經（拉丁語：Anaphora）
  - 主祭者和信眾共同頌謝天主、歡呼讚美天主聖名、為教會、生死者及諸聖祈禱，並進入以下程序。

成聖體聖血：主祭者覆述聖經經文，呼求聖神，祝聖祭台上的餅酒，使其成為耶稣基督的身體和寶血，信眾需跪下並將目光注視聖體及聖血。信眾於祝聖後歡呼期待基督光榮地再臨。
聖三頌：主祭者頌唸光榮天主聖三的禱詞，信眾回應「阿們」。
- 天主經
  - 全體共同詠唱或誦唸天主經，外加平常祈禱省略的「天下萬國，普世權威，一切榮耀，永歸於祢」。
- 平安經
  - 全體互祝在主內的平安
- 擘餅
  - 全體共同詠唱羔羊頌，主祭同時將餅擘開，唱完信眾跪下將目光注視聖體與聖血。
- 領聖體（拉丁語：Communio）
  - 參與彌撒的天主教徒前往祭台前領取聖體（或聖血），當主祭或分送聖體員說：「基督聖體」，信眾會說：「阿們」
  - 個人領聖體後可作默想和祈禱，之後全體祈禱感謝天主。
- 堂區報告
  - 宣布教區、堂區的通告，或教友應知的事項。

#### 禮成
主祭者在彌撒最後，全體站立，主祭者對會眾進行降福禮，並派遣參與彌撒者向世人傳播福音。所有儀式結束後，主祭者宣布：「彌撒禮成」，全體答：「感謝天主」後誦唸經文、詠唱季節聖母對經及禮成詠（禮成聖歌），主祭者與輔祭者在歌聲中走出祭台，會眾解散。

## 其他教派的感恩祭
舊天主教會、聖公會及大部份的路德會高派教會的禮儀也跟天主教會的彌撒大同小異。